# Moinuddin Hadi Naqshband
 (mai 2022).
La mise en forme du texte ne suit pas les recommandations de Wikipédia : il faut le « wikifier ».
Les points d'amélioration suivants sont les cas les plus fréquents. Le détail des points à revoir est peut-être précisé sur la page de discussion.
- Les titres sont pré-formatés par le logiciel. Ils ne sont ni en capitales, ni en gras.
- Le texte ne doit pas être écrit en capitales (les noms de famille non plus), ni en gras, ni en italique, ni en « petit »…
- Le gras n'est utilisé que pour surligner le titre de l'article dans l'introduction, une seule fois.
- L'italique est rarement utilisé : mots en langue étrangère, titres d'œuvres, noms de bateaux, etc.
- Les citations ne sont pas en italique mais en corps de texte normal. Elles sont entourées par des guillemets français : « et ».
- Les listes à puces sont à éviter, des paragraphes rédigés étant largement préférés. Les tableaux sont à réserver à la présentation de données structurées (résultats, etc.).
- Les appels de note de bas de page (petits chiffres en exposant, introduits par l'outil «  Source ») sont à placer entre la fin de phrase et le point final[comme ça].
- Les liens internes (vers d'autres articles de Wikipédia) sont à choisir avec parcimonie. Créez des liens vers des articles approfondissant le sujet. Les termes génériques sans rapport avec le sujet sont à éviter, ainsi que les répétitions de liens vers un même terme.
- Les liens externes sont à placer uniquement dans une section « Liens externes », à la fin de l'article. Ces liens sont à choisir avec parcimonie suivant les règles définies. Si un lien sert de source à l'article, son insertion dans le texte est à faire par les notes de bas de page.
- La présentation des références doit suivre les conventions bibliographiques. Il est recommandé d'utiliser les modèles {{Ouvrage}}, {{Chapitre}}, {{Article}}, {{Lien web}} et/ou {{Bibliographie}}. Le mode d'édition visuel peut mettre en forme automatiquement les références.
- Insérer une infobox (cadre d'informations à droite) n'est pas obligatoire pour parachever la mise en page.

Pour une aide détaillée, merci de consulter Aide:Wikification.
Si vous pensez que ces points ont été résolus, vous pouvez retirer ce bandeau et améliorer la mise en forme d'un autre article.
Titre
2ème Hazrat Ishaan des Naqshbandiennes
Le Prince Sayyid Moinuddin Hadi Naqshband (décédé le 5 mai 1674), connu sous le nom de "Hazrat Naqshband Saheb" était un Prince moghol et saint soufi de Boukhara et descendant direct du prophète Mahomet, par l'intermédiaire de son père Hazrat Ishaan. Son père Hazrat Ishaan était un descendant et héritier de la 7e génération de Sayyid Bahauddin Naqshband. Moinuddin Naqshband a succédé à son père à la tête de la Silsile Aliyya Naqshbandiyya, comme seconde Hazrat Ishaan.

## Ascendance
Hazrat Moinuddin Hadi Naqshband était un Sayyid, un descendant direct du prophète islamique Mahomet par l'intermédiaire de sa fille Fatima al Zahra et de son gendre et cousin Ali ibn Abu Talib.

## Descendance paternelle

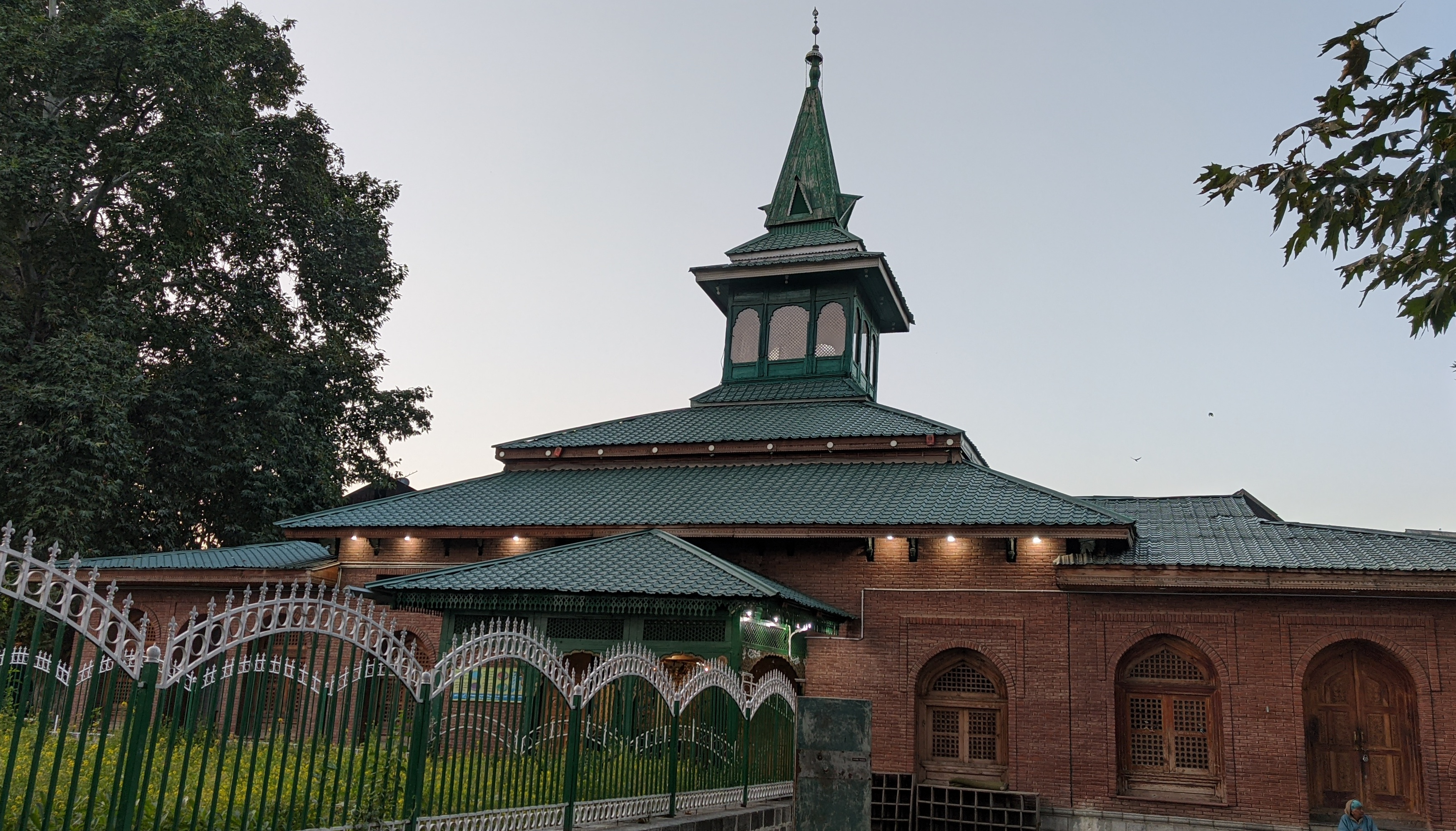
Mausolée du Prince Moinuddin Hadi à Srinagar, en Cashemir

De nombreuses lignées paternelles Sayyid de lui sont actuellement connues. D'une lignée, il est un descendant direct du septième Imam Musa al Kadhim, par son fils Ibrahim al Murtadha et du célèbre maître soufi Khwaja Sayyid Mir Alauddin Atar. Sayyid Alauddin Atar était le successeur et gendre de Sayyid Bahauddin Naqshband. Par conséquent, Hazrat Ishaan est également issu de la progéniture de Sayyid Bahauddin Naqshband, qui était lui-même un descendant du onzième Imam Hasan al Askari, par l'intermédiaire de son fils Sayyid Ali Akbar. Hazrat Ishaan Saheb est également connu pour avoir une relation familière avec le saint soufi Farid ul-din Attar. Par la mère de Shah Naqshband, Moinuddin Hadi est également un descendant de Sayyid Abdul Qadir Gilani,.

## Éducation
Khwaja Moinuddin Hadi Naqshbandi a reçu sa formation initiale de son père Hazrat Ishaan, puis a étudié les sciences du hadith sous la direction de l'éminent érudit hanafite Khwaja Abdul Haq Muhaddis Dehlawi. En tant qu'étudiant exceptionnel, il a reçu son Ijaza en Hadith et Fiqh de Khwaja Dehlawi et a promu la voie Naqshbandiyya à Lahore et au Cachemire aux côtés de son père. Il a accompagné son père à Lahore à la demande de son beau-frère Shah Jahan et s'est installé au Cachemire après la mort de son père, le représentant là-bas. En tant que Qutb de son temps, les érudits islamiques du Empire Moghol dépendaient de sa jurisprudence. C'est pourquoi il a écrit de nombreux ouvrages sous lesquels l'un était une codification de ses Fatwas appelée Futuwae Naqhbandiyya dont les savants de son temps ont profité. Cela est aussi facilitée en occasion de son statut royal, car sa épouse était la fille d´imperateur moghol Jahangir, qui a lui supporté intensivement.

## Œuvres
Khwaja Moinuddin Hadi Naqshband a écrit de nombreux livres :
- Futawa Naqshbandiya
- Kanzul Saadah
- Miratul Qaloob
- Sair-i-Khairul Bashar
- Mirat-u-Tayibah
- Risal dar Ahwal-i- Khwaja khawand Mahmood
- Maqamat, Mashariqul Anwar
- Risala dar-raddi-Mulahidah
- Tafsir-i-Mushif Majeed
- Risala Raddi

## Rang spirituel
Hazrat Moinuddin Hadi Naqshband était Qutb, le Wali Allah (saint) le plus haut gradé de son temps. Basé sur la croyance Naqshbandienne, le Qutb est connu comme le <<chef cosmique de tout l'univers>> comme successeur vertueux du prophète Mahomet. On dit que Hazrat Ishaan a déclaré que sous sa progéniture et ca de son fils Moinuddin Hadi viendra un descendant de lui, qui fera revivre sa lignée spirituelle et son héritage et qui prendra sa place en tant que Qutb après lui. Le successeur attendu de la Naqshbandiyya était Sayyid Mir Jan Shah Saheb.

## Successeurs
Khwaja Moinuddin Hadi Naqshband a été remplacé par son petit-fils Nizamuddin Naqshbandi, car ses trois fils Khwaja Jani, Khwaja Zia et Khwaja Sharifuddin Muhammad sont morts avant lui. Comme le fils de Khwaja Sharifuddin Muhammad, Khwaja Nizamuddin Naqshbandi, était encore trop jeune, l'épouse de Khwaja Moinuddin Naqshband Saheb La Princess impérial moghol Gul Begum a pris la responsabilité de la Naqshbandiyya. La lignée de Khwaja Moinuddin Naqshband s'est éteinte plus tard après le martyre de son descendant Khwaja Kamaluddin Naqshbandi, mais a été relancée par son descendant Sayyid ul Sadaat Hazrat Sayyid Mir Jan Naqshbandi au milieu du XIXe siècle.

## Littérature
- Tazkar-e-Khanwade Hazrat Eshan, écrit par Muhammad Yasin Qasvari Naqshbandi, Éditeur : Edara Talimat Naqshbandiyya, Lahore. (Livre canonique sur l´histoire de la famille du Hazrat Ishaan)
- David William Damrel : Une bénédiction oubliée : Khwaja Khwand Mahmud Naqshbandi en Asie centrale et en Inde moghole. Ed : Université Duke. Microfilm University, Durham, Caroline du Nord, États-Unis 1994.